# Mai 1990
Acest articol este generat integral pe baza informațiilor din articolul 1990 și este actualizat periodic de un robot.
 Editările făcute în articol vor fi șterse la următoarea actualizare! Dacă doriți să faceți modificări, editați articolul-sursă.

ianuarie -
februarie -
martie -
aprilie -
mai -
iunie -
iulie -
august -
septembrie -
octombrie -
noiembrie -
decembrie
Mai 1990 a fost a cincea lună a anului și a început într-o zi de marți.

## Evenimente

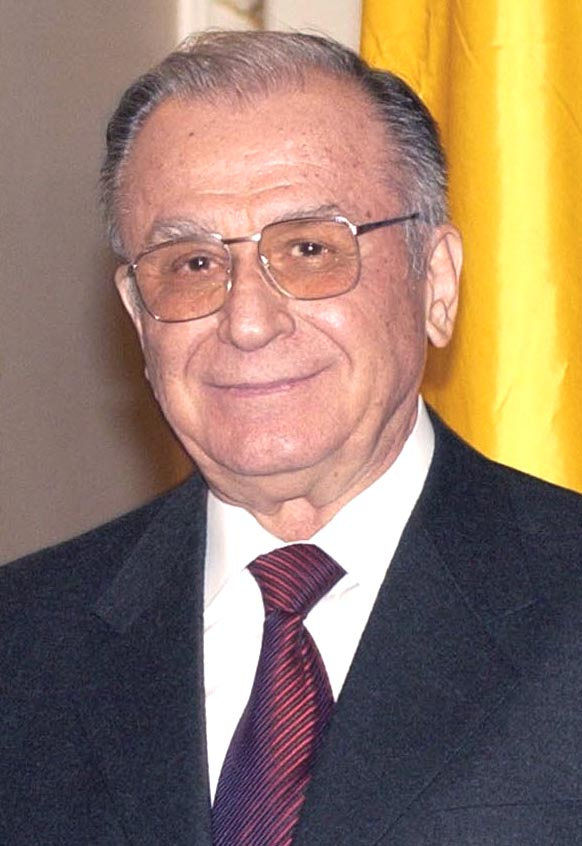
20 mai: Ion Iliescu este ales președinte al României din primul tur de scrutin, cu 85% din totalul voturilor exprimate. Prezența la vot a fost de peste 90%.

- 3 mai: Manifestațiile din Piața Universității: Demonstranții din Piața Univesității primesc un mesaj de solidaritate din partea lui Eugen Ionescu, care se declara „academician golan".
- 6 mai: Locuitorilor români li s-a permis pentru prima dată de la cel de-al Doilea Război Mondial să treacă frontiera româno-sovietică fără pașaport în ceea ce avea să fie cunoscut ca primul pod de flori.
- 16 mai: A luat ființă prima societate pe acțiuni din România, după Revoluția din decembrie 1989.
- 20 mai: Au avut loc primele alegeri libere din România de după cel de-Al Doilea Război Mondial. Participarea la vot a fost de 86,19%. Ion Iliescu a fost ales al 2-lea președinte al României, din primul tur de scrutin, primind 85,07% din totalul voturilor. Contracandidați: Radu Câmpeanu 10,64%, Ion Rațiu 4,29%. El îl succede pe Nicolae Ceaușescu.
- 22 mai: Microsoft lansează Windows 3.0.
- 24 mai: A fost înființat Teatrul Masca de către actorul Mihai Mălaimare.

## Nașteri
Diego Contento, fotbalist german
Kay Panabaker, actriță americană
Alexandra Cadanțu, jucătoare de tenis română
Fernando Henrique Quintela Cavalcante, fotbalist brazilian
Olena Voronina, scrimeră ucraineană
Martine Smeets, handbalistă olandeză
Daniel Gómez, scrimer mexican
Péter Gulácsi, fotbalist maghiar
Masato Kudo, fotbalist japonez
Moniki Bancilon, handbalistă braziliană
Ștefan Efros, fotbalist
NAVI, cântăreață română
Esthera Petre, atletă
Iulia Jivița, scrimeră kazahă
Thomas Sangster, actor britanic
Ognjen Kuzmić, baschetbalist sârb
Yuya Osako, fotbalist japonez
Henrique Luvannor, fotbalist brazilian
Anatol Cheptine, fotbalist moldovean
Lacina Traoré, fotbalist ivorian
Choi In-jeong, scrimeră sud-coreeană
Stefan Mitrović, fotbalist sârb
Dan Evans, jucător de tenis britanic
Sergiu Arnăutu, fotbalist român
Alexia Talavutis, actriță română
Jonas Hector, fotbalist german
Veaceslav Dmitriev, fotbalist rus
Kyle Walker, fotbalist englez
Marius Bâtfoi, fotbalist român
Josef Šural, fotbalist ceh (d. 2019)
Alexandru Buhuși, fotbalist român

## Decese
Prințul Andrei de Iugoslavia, 60 ani (n. 1929)
Nicholas Sanduleak, 56 ani, astronom american de origine română (n. 1933)
Jim Henson, 54 ani, păpușar american (n. 1936)
Wilhelm Wagenfeld, 90 ani, inginer german (n. 1900)
Vasile Nicolescu, 60 ani, poet român (n. 1929)
Candin Liteanu, 76 ani, chimist român (n. 1914)